# Чжубэй
Чжубэй (кит. 竹北市) — город на Тайване, административный центр уезда Синьчжу.

## География
Город находится в северо-западной части острова, на относительно равнинной местности междуречья рек Фэншаньци и Тоуцяньци, на высоте 30 метров над уровнем моря.

## Население
По оценочным данным, на 2006 год численность населения города составляла 119 720 человек.
Динамика численности населения Чжубэя по годам:
| 1989   | 1993   | 1998   | 2003    | 2004    | 2005    | 2006    | 2012    |
| ------ | ------ | ------ | ------- | ------- | ------- | ------- | ------- |
| 64 241 | 71 328 | 85 357 | 100 096 | 105 651 | 112 175 | 119 720 | 158 345 |

## Транспорт
Ближайший гражданский аэропорт находится в городе Лунтань. В городе расположена одноимённая станция стандартной железной дороги (TRA), а также станция высокоскоростной железной дороги (THSR). Также через Чжубэй проходит национальная автомагистраль № 1.